# Josep Rofes Aleus
Josep Rofes Aleus (Sevilla, 1830 - Reus, 15 de setembre de 1878) va ser metge i escriptor, fill del metge Joan Rofes, de Garcia, i de Josepa Aleus de Reus.
De molt petit va viure a Reus, i quan es va llicenciar a la Universitat de Barcelona va tornar a establir-se a la ciutat, d'on era la seva mare i on tenia casa. D'ideologia catòlica i conservadora, va fundar el 1869 una publicació satírica, El Enano de la Venta, que atacava i ridiculitzava les publicacions republicanes reusenques, sobretot La Redención del Pueblo i El Mosquito. Va publicar també articles i poemes a altres revistes i diaris locals: al Diario de Reus, a l'Eco del Centro de Lectura i a Las Circunstancias Va ser president de la societat El Olimpo el 1871. El periodista i historiador reusenc Francesc Gras i Elies diu d'ell: "Era este señor muy amante de las Musas, aunque éstas se empañaban en negarle sus favores. Recuerdo que una de sus poesías publicada en Las Circunstancias empieza: "Al guiñar de las estrellas" y otras lindezas de ese jaez".